# Campocatino (Vagli Sotto)
Campocatino è una località montana delle Alpi Apuane, nel comune di Vagli di Sotto (provincia di Lucca). Si trova a 1000 m s.l.m. e comprende un ampio bacino di origine glaciale, testimonianza dell'estensione della glaciazione quaternaria nell'area appenninica. Al suo interno troviamo le tipiche costruzioni pastorali denominate "caselli" che sono state conservate con le caratteristiche costruttive antiche. Dal 1991 è diventata "Oasi naturale della LIPU".. Vi è stato girato il film Il mio west di Giovanni Veronesi.

## Biodiversità ornitologica
Dal 1991 è diventata "Oasi naturale della LIPU" 
La coesistenza di diversi ambienti, e l'integrità naturale dell'area  ha permesso la coesistenza di diverse specie d'uccelli che vi si riproducono.
Lungo le pareti rocciose nidificano il gracchio alpino e il picchio muraiolo; nelle  praterie e i pascoli di alta quota si osservano l'allodola, il codirossone, il culbianco e la tottavilla, mentre i boschi sottostanti sono popolati da la capinera, il cardellino, il fanello, il fringuello, il luì piccolo, la passera scopaiola,  il pettirosso, il picchio muratore, la tordela, il tordo bottaccio, lo scricciolo e quattro specie di cince: Cinciallegra, Cinciarella, Cincia mora, Cincia bigia.
La biodiversità è presente anche tra i rapaci che popolano l'area:  l'allocco, il gheppio, il gufo, la poiana comune,  lo sparviere, talvolta l'aquila sorvola l'area alla ricerca di prede.

### Escursioni
Da Campocatino partono alcuni sentieri:
- Uno arriva fino al passo della Focolaccia (passando dal passo della Tombaccia);
- Un altro si unisce alla Via Vandelli[4] (attraversando la valle di Arnetola).
- Seguendo il sentiero CAI 147 in 30 minuti è possibile arrivare all'eremo di San Viano.
- Un ultimo sentiero porta all'eremo del Beato Viviano. Il beato Viviano è il Patrono del Parco naturale regionale delle Alpi Apuane e dei cavatori della frazione di Vagli Sopra che a partire dalla seconda domenica di maggio lo festeggiano 4 volte.

## Luoghi di interesse nella zona
- Eremo di San Viano
- Monte Roccandagia 1700 m s.l.m.